# Rietz (Kloster Lehnin)

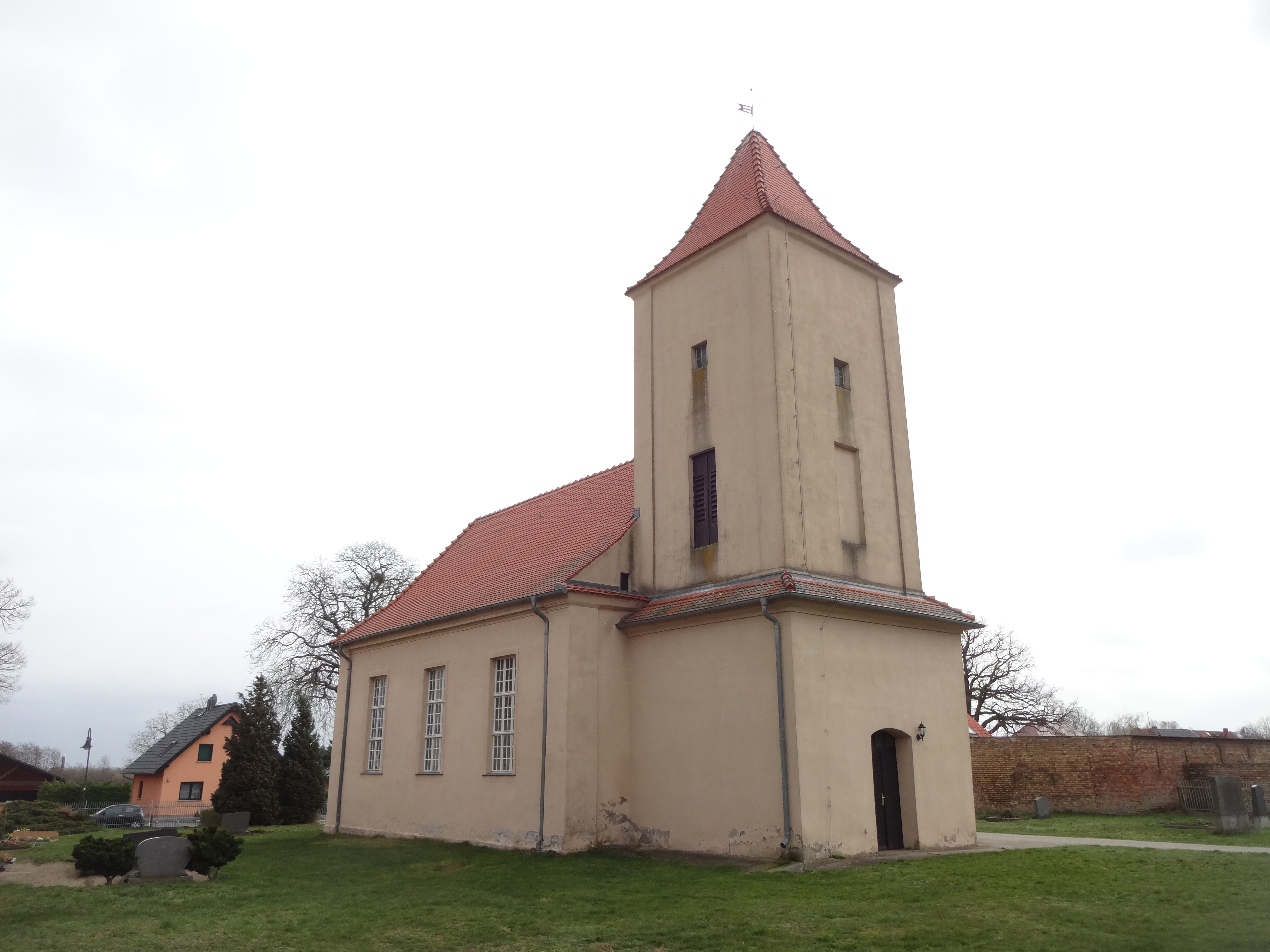
Dorfkirche

Rietz ist ein Ortsteil der Gemeinde Kloster Lehnin im Landkreis Potsdam-Mittelmark in Brandenburg.

## Lage
Rietz liegt etwa sieben Kilometer südöstlich von Brandenburg an der Havel und knapp zehn Kilometer nordwestlich von Lehnin. Östlich des Ortes liegt der Rietzer See, er hat ein durchschnittliche Tiefe von 80 Zentimeter und ist teilweise von Schilf verlandet. Um dem See befinden sich Flachmoore. Durch den See verläuft der Emster Kanal. Der See ist ein wichtiger Rastplatz für Vögel und wurde unter Naturschutz gestellt. Südlich von Rietz befindet sich der Holzberg (Höhe 43,4 Meter) und die Rietzer Berge. Die Berge sollen nach einer Sage von einer Hünentochter aufgeschüttet worden sein und somit vor Menschen schützen.

## Geschichte

Rietz im Hochstift Brandenburg

Der See Retitz wurde bereits 1273 erwähnt, das Dorf wurde zum ersten Mal 1335 als Rediz erwähnt. 1378 hieß das Dorf Ritz, seit 1540 Rietz. Der Ursprung des Namens ist unbekannt. Bis 1571, wahrscheinlich ab 1335, lag Rietz im Hochstift Brandenburg, dem Reichsfürstentum des Bischofs des Bistums Brandenburg und war darüber de jure nicht Teil der Mark Brandenburg, danach bis 1820 im Amt Ziesar. Von 1821 bis 1872 war es Teil des Amtes Lehnin. Im Jahre 1838 brannte das Dorf ab, es wurde großzügig wieder aufgebaut. Danach war es Teil des Amtes Schmerzkes. 1952 war Rietz Teil des Kreises Brandenburg-Land, kam es 1992 zum Landkreis Potsdam-Mittelmark. Das Dorf gehörte ab 1991 zum Amt Lehnin, seit 2002 ist es ein Ortsteil von Kloster Lehnin.
Das Dorf wurde im Dreißigjährigen Krieg nicht zerstört, die Anzahl von Hüfnern und Kössäten blieb konstant. Um 1801 lebten hier auch 16 Schiffer. Sie richteten jährlich ein Schifferfest aus. Am Südufer wurde zeitweilig Torf abgebaut. Die Ziegelei in der Rietzer Feldmark wurde von 1862 bis 1865 erbaut und war nur kurz im Betrieb. 1953 wurde eine LPG gegründet.
Am 1. April 2002 wurde Rietz in die Gemeinde Kloster Lehnin eingemeindet, vorher war der Ort eine eigenständige Gemeinde.

## Ortsbeschreibung
Rietz ist ein Straßendorf. Nach dem Brand im Jahre 1838 wurde das Dorf ausgeweitet, es entstanden Vierseithöfe. In der zweiten Hälfte des 19. Jahrhunderts vergrößerte sich das Dorf strahlenförmig. Von den Häusern direkt nach dem Brand im Jahre 1838 sind wohl keine Häuser mehr erhalten. Beispiele für Bauten des späten 19. und frühen 20. Jahrhunderts finden sich noch im Dorf.

### Baudenkmale
In der Liste der Baudenkmale in Kloster Lehnin ist für Rietz ein Baudenkmal aufgeführt:
- Die Dorfkirche wurde im späten 18. Jahrhundert erbaut, der Unterbau geht auf einen Bau aus dem 15. Jahrhundert zurück. Somit ist es wohl das älteste Gebäude des Dorfes. Es ist ein Saalbau mit Putzgliederung, einem Ostchor und einem eingezogenen Westturm. An den Längsseiten befinden sich je drei Fenster. Von 1956 bis 1957 wurde der Innenraum neu gestaltet. Der barocke Kanzelaltar wurde entfernt, ebenso die östliche Empore und die Sakristei unter der Empore. Der Innenraum der Kirche wurde damit vergrößert. Unter der westlichen Empore wurde eine Winterkirche eingerichtet. Der Altar ist ein schlichter Tisch. Die Leuchter auf dem Altar sind eine Imitation im barocken Stil. Die Taufe wurde ebenfalls 1956/57 erstellt, die Taufschale wurde 1700 gestiftet. Die Orgel aus den Jahren 1887/88 wurde von Carl Eduard Gesell aus Potsdam gefertigt. Weiter befindet sich ein Petrusbild aus dem 18. Jahrhundert in der Kirche. Die Glocken wurden 1918 gegossen.